# Mount Sinha
Mount Sinha ist ein 990 m hoher Berg am südöstlichen Ende der Erickson Bluffs im südlichen Teil der McDonald Heights im westantarktischen Marie-Byrd-Land. Er überragt den unteren Abschnitt des Kirkpatrick-Gletschers.
Der United States Geological Survey kartierte ihn anhand eigener Vermessungen und Luftaufnahmen der United States Navy zwischen 1959 und 1965. Das Advisory Committee on Antarctic Names benannte den Berg 1974 nach A. A. Sinha, Mitglied der Mannschaft auf der USCGC Southwind, die in den Jahren 1971 und 1972 Populationsstudien von Robben, Walen und Vögeln im Gebiet der Bellingshausen- und der Amundsen-See durchgeführt hatte.